# Кастор (бриг, 1829)
«Кастор» — 18-гарматний бриг Чорноморського флоту Російської імперії.

## Історія
Закладений у Миколаєві 1 грудня 1827 року, головний будівник — полковник корпусу корабельних інженерів О. К. Каверзнєв. Після спуску на воду 25 жовтня 1829 року увійшов до складу Чорноморського флоту Російської імперії.
У 1830 році виходив у навчальне плавання в Чорне море з гардемаринами Морського кадетського корпусу на борту. Протягом 1831—1838 років діяв біля узбережжя Кавказу в складі загонів.
23 липня 1831 року в складі загону капітана 2-го рангу Г. І. Немтінова брав участь у перекиданні десанту з Анапи в Геленджицьку бухту. З 25 по 27 липня загін бомбардував укріплення кавказьких військ і висадив десант.
17 травня 1835 року бриг затримав і відконвоював в Геледжик англійську шхуну «Лорд Чарльз Спенсер» (англ. «Lord Charles Spenser») з контрабандою на борту, що розвідувала захоплений російськими військами берег Кавказу в 14,5 кілометрах від Геленджика. Того ж року спільно з корветом «Месемврія» знищив три судна контрабандистів у Суджуцькій бухті.
У 1839 році був виведений зі списку флоту і переобладнаний в магазин.

## Командири
- В. І. Рогуля (1829—1830);
- П. Я. Синіцин (1831—1832);
- М. П. Панютін (1833—1836);
- П. Ф. Хомутов (1837);
- М. І. Бардака (1838).